# 波苏丹塔斯
波苏丹塔斯是巴西帕拉伊巴州的一个市镇。总面积97.249平方公里，总人口4159人，人口密度42.8人/平方公里。